# Бахмутська міська рада
Ба́хму́тська міська рада (до 2016 року — Артемівська) — орган місцевого самоврядування Бахмутської міської громади у Бахмутському районі Донецької області.

## Історія
У 1960-х роках міській раді підпорядковувалося село Малоіллінівка.
Уночі 8 липня 2014 року, російські терористи обстріляли будівлю міської ради з реактивного піхотного вогнемета «Джміль». Виникла невелика пожежа, яка була ліквідована. У будівлі міськради та в сусідніх будинках виявилося безліч вибитих вікон.

## Склад ради
Рада складається з 38 депутатів та голови.
- Голова ради: Рева Олексій Олександрович
- Секретар ради: Касперська Анастасія Петрівна

### Керівний склад попередніх скликань
| ПІБ                        | Основні відомості                                                           | Дата обрання | Дата звільнення              |
| -------------------------- | --------------------------------------------------------------------------- | ------------ | ---------------------------- |
| Рева Олексій Олександрович | Міський голова, 1953 року народження, освіта вища, екс-член Партії регіонів | з 1990       | Працює до сьогоднішнього дня |

Примітка: таблиця складена за даними сайту Верховної Ради України

### Депутати
За результатами місцевих виборів 2020 року депутатами ради стали:
| №  | прізвище, ім’я, по батькові            | дата народжен-ня | освіта | місце роботи, займана посада | місце та часи прийому                                                                                | партія                 |
| 1  | БАБЕНКО Олександр Володимирович        | 02.06.1976       | вища   | ТОВ «ТК» С.В.С. – 2006», директор | вул. П. Лумумби, 106, 2-а та 4-а п'ятниця щомісяця з 12.00 до 14.00                                  | ПП «СЛУГА НАРОДА»      |
| 2  | БАСОВА Валентина Іванівна              | 23.02.1962       | вища   | ТОВ «Агроінвест», директор | с. Клинове, вул. Козаченко, 1, 2-й понеділок щомісяця з 9.00 до 11.00                                | ПП «ПОРЯДОК»           |
| 3  | БАХУРЕЦЬ Анатолій Іванович             | 24.12.1985       | вища   | ПП «Дон ІВКО і С», заступник директора                                                                                                | с. Бахмутське, вул. Дружби, буд. 8, кв. 2 понеділок з 8.00 до 12.00                                  | ПП «ОПЗЖ»              |
| 4  | БЛАГОВІСНИЙ Сергій Володимирович       | 05.04.1965       | вища   | ТОВ «ЗКМ», начальник ГПВ | комітету мікрорайону «Цветмет», вул. Зелена, 38 остання п’ятниця щомісяця з 10.00 до 12.00           | ПП «ОПОЗИЦІЙ-НИЙ БЛОК» |
|    | ГАПЄЄВ Роман Анатолійович              | 10.12.1977       | вища   | Опитнянське сільське комунальне підприємство «Прогрес», головний інженер                                                              | с. Опитне, вул. Київська, буд. 5                                                                     | ПП «ПОРЯДОК»           |
| 5  | ГОРБУНОВА Ольга Леонідівна             | 14.11.1983       | вища   | Донецька регіональна організація ПП «ОПЗЖ», фахівець по роботі з територіями                                                          | м. Бахмут, вул. Миру, буд. 52 1-й вівторок щомісяця                                                  | ПП «ОПЗЖ»              |
| 6  | ДРОЗДОВА Наталя Юріївна                | 04.05.1971       | вища   | Управління освіти Бахмутської міської ради, начальник                                                                                 | Управління освіти Бахмутської міської ради 1-й вівторок щомісяця з 13.00 до 17.00                    | ПП «ПОРЯДОК»           |
| 7  | ЗІНЧЕНКО Наталя Леонідівна             | 31.10.1975       | вища   | Бахмутський відділ ГУ ДПС України у Донецкій області, головний державний ревізор-інспектор відділу податків і зборів з юридичних осіб | вул. Миру, буд. 56 друга п'ятниця щомісяця з 15.00 до 17.00                                          | ПП «ОПЗЖ»              |
| 8  | ЙОРОХОВ Зосим Зосимович                | 25.04.1990       | вища   | Фермерське господарство «Джина2017», голова                                                                                           | с. Зеленопілля, вул. Ювілейна, буд. 38 перший понеділок, остання п’ятниця з 15.00 до 16.00           | ПП «ОПЗЖ»              |
| 9  | КАЛІТІНА Лариса Володимирівна          | 19.02.1974       | вища   | Бахмутська ЗОШ №9, директор | Бахмутська ЗОШ №9 1-ша пятниця щомісяця з 9.00 до 13.00                                              | ПП «ПОРЯДОК»           |
| 10 | КАПАРУНІН Володимир Миколайович        | 11.06.1972       | вища   | КП «БАХМУТ-ЕЛЕКТРОТРАНС», директор | КП «БАХМУТЕЛЕКТРО-ТРАНС» понеділок з 09.00 до 16.30                                                  | ПП «ПОРЯДОК»           |
| 11 | КАПЛЯ Вадим Вікторович                 | 28.04.1974       | вища   | СФГ «Династія», голова | вул. Б. Горбатова, буд. 54, кв. 1 1-й вівторок щомісяця з 12.00 до 15.00                             | ПП «ОПЗЖ»              |
| 12 | КАРПЕЦЬ Оксана Петрівна                | 15.06.1976       | вища   | Управління освіти Бахмутської міської ради, заступник начальника                                                                      | Управління освіти Бахмутської міської ради 1-ша п'ятниця щомісяця з 14.00 до 16.00                   | ПП «ПОРЯДОК»           |
| 13 | КАСПЕРСЬКА Анастасія Петрівна          | 27.04.1987       | вища   | Бахмутська міська рада, Секретар Бахмутської міської ради                                                                             | адмінбудівля Бахмутської міської ради, каб. 115 вівторок з 10.00 до 14.00                            | ПП «СЛУГА НАРОДА»      |
| 14 | КАЧУР Олег Олександрович               | 01.04.1983       | вища   | ПАТ «Артвайнері», операцій-ний директор                                                                                               | м. Бахмут, вул. Горького, 57, магазин "Артвайнері" 2 поверх, останній четвер місяця з 10.00 до 14.00 | ПП «ОПОЗИЦІЙ-НИЙ БЛОК» |
| 15 | КРАВЧЕНКО Роман Юрійович               | 03.07.1976       | вища   | ТОВ «УМВЕЛЬТ Бахмут», генераль-ний директор                                                                                           | м. Бахмут, вул. Незалежності, буд. 218 2-й вівторок щомісяця з 9.00 до 11.00                         | ПП «СЛУГА НАРОДА»1     |
| 16 | КУЗНЕЦОВ Ігор Миколайович              | 21.05.1979       | вища   | ТОВ «Бахмут - Чисте місто», директор                                                                                                  | м. Бахмут, вул. Соборна, буд. 8 кожний понеділок з 9.00 до 17.00                                     | ПП «ПОРЯДОК»           |
| 17 | ЛУК`ЯНОВ Владислав Валентинович        | 22.02.1964       | вища   | Часовоярский Комбінат Вогнетривів, голова спостережної ради                                                                           | м. Бахмут, вул. Миру, буд. 52 2-й вівторок щомісяця з 16.00 до 18.00                                 | ПП «ОПЗЖ»              |
| 19 | МЕЛКУМЯН Юрій Олексійович              | 16.06.1972       | вища   | ФОП | м. Бахмут, вул. Миру, буд. 52 1-й вівторок щомісяця з 15.00 до 18.00                                 | ПП «ОПЗЖ»              |
| 20 | ПАКЕЖ Володимир Володимирович          |                  |        | | |                        |
| 21 | ПЕРЕСІЧНИЙ Дмитро Олександрович        | 16.12.1985       | вища   | ПП «Poket.Net», директор | м. Бахмут, вул. Миру, 47 1-й понеділок щомісяця з 11.00 до 14.00                                     | ПП «ПОРЯДОК»           |
| 22 | ПЕТРИЄНКО-ПОЛУХІНА Ганна Володимирівна | 03.01.1982       | вища   | ПП «Арпроектбуд», заступник директора                                                                                                 | 84577 Донецька обл., Бахмутський район, с. Іванівське вул. Зарічна, 2 вівторок з 10.00 до 15.00      | ПП «СЛУГА НАРОДА»      |
| 23 | ПЕТРУШИН Андрій Борисович              | 22.02.1978       | вища   | ФОП «Петрушин А. Б.» | вул. Соборна, буд. 55, останній вівторок щомісяця з 12.00 до 14.00                                   | ПП «ПОРЯДОК»           |
| 24 | ПОЙДА Олександр Сергійович             | 24.03.1985       | вища   | Бахмутська ЗОШ №18, директор | Бахмутська ЗОШ №18 1-й понеділок щомісяця з 14.00 до 17.30                                           | ПП «ПОРЯДОК»           |
| 25 | РАДКОВСЬКИЙ Артур Анатолійович         | 25.08.1970       | вища   | тимчасово не працює | ГОГР «Разом», вул. Миру, буд. 40, остання п’ятниця щомісяця з 11.00 до 12.00                         | ПП «ОПЗЖ»              |
| 26 | САБАЄВ Артем Всеволодович              | 24.07.1993       | вища   | ФОП «Сабаєв А. В.» | БКЗК «Бахмутський міський народний Дім» 1-й четвер щомісяця з 18.00 до 19.30                         | ПП «СЛУГА НАРОДА»      |
| 27 | САБІНА Лейла Валеріївна                | 30.07.1985       | вища   | Приватний нотаріус Бахмутського районного терито-ріального округу                                                                     | м. Бахмут, вул. О. Сибірцева, буд. 186 перший вівторок щомісяця з 11.00 до 15.00                     | ПП «ОПЗЖ»              |
| 28 | САВЧЕНКО Лілія Павлівна                | 05.11.1985       | вища   | КНП «БЛІЛ м. Бахмут», Лікар - кардіолог                                                                                               | м. Бахмут, вул. Миру, 52 кожний останній вівторок щомісяця з 10.00 до 16.00                          | ПП «ОПЗЖ»              |
| 29 | СВІТЕНКО Роман Олегович                | 23.12.1994       | вища   | ФОП «Світенко Роман Олегович» | м. Бахмут, вул. Трудова, 14 1-ша п’ятниця місяця з 10.00 до 12.00                                    | ПП «ПОРЯДОК»           |
| 30 | СКИРДА Володимир Михайлович            | 01.10.1968       | вища   | ФОП | комітет мікрорайону «Центральний» вул. О. Сибірцева, буд. 214 1-й вівторок з 10.00 до 12.00          | ПП «СЛУГА НАРОДА»      |
| 31 | СЛЄСАРЄВ Валерій Валерійович           | 24.06.1987       | вища   | Приватна нотаріальна діяльність, Приватний нотаріус                                                                                   | м. Бахмут, вул. Горбатова, буд. 30 кв. 3 останній четвер щомісяця з 10.00 до 16.00                   | ПП «ОПЗЖ»              |
| 32 | СТОР’ЄВ Олександр Володимирович        | 25.09.1989       | вища   | ДПРЗ-8 ГУ ДСИС України у Дон. обл., заступник начальника                                                                              | комітет мікрорайону «Центральний» вул. О. Сибірцева, буд. 214 1-й четвер з 10.00 до 12.00            | ПП «ПОРЯДОК»           |
| 33 | ТРИЖОН Сергій Анатолійович             | 28.09.1966       | вища   | ТОВ «Завод кольорових металів», Помічник генераль-ного директора з персоналу та соц. питань                                           | __                                                                                                   | ПП «ОПОЗИЦІЙ-НИЙ БЛОК» |
| 34 | ТРУЩІН Сергій Миколайович              | 28.05.1978       | вища   | КП «Бахмут Вода», директор | КП «Бахмут Вода» 1-й понеділок щомісяця з 10.00 до 12.00                                             | ПП «ПОРЯДОК»           |
| 35 | ЧЕРЕДНІЧЕНКО Володимир Анатолійович    | 15.03.1984       | вища   | ФОП «Чередніченко В. А.» | __                                                                                                   | ПП «СЛУГА НАРОДА»      |
| 36 | ЧЕРКЕСОВА Людмила Гаврилівна           | 27.10.1953       | вища   | голова ОСН комітету мікрорайону «Заріччя», голова                                                                                     | м. Бахмут, вул. Загородня, буд. 22 четвер з 8.00 до 17.00                                            | ПП «ПОРЯДОК»           |
| 37 | ШАБАЛІНА Світлана Вікторівна           | 11.11.1972       | вища   | КНП «ЦПМД м. Бахмута», головний лікар                                                                                                 | м. Бахмут, вул. О. Сибірцева, буд. 15, кім. 411 1-й четвер щомісяця з 14.00 до 15.00                 | ПП «ПОРЯДОК»           |
| 38 | ШАРАЄВСЬКА Ольга Віталіївна            |                  |        | | | ПП «СЛУГА НАРОДА»      |

#### За суб'єктами висування
| Суб'єкт висування               | Кількість обраних депутатів | %      |
| ------------------------------- | --------------------------- | ------ |
| Порядок                         | 15                          | 39,47% |
| Опозиційна Платформа - За Життя | 11                          | 28,95% |
| Слуга Народу                    | 9                           | 23,68% |
| Опозиційний Блок                | 3                           | 7,89%  |

## Консультативно-дорадчі органи

### Молодіжна рада при Бахмутській міській раді
Молодіжна рада при Бахмутській міській раді - консультативно-дорадчий орган Бахмутської міської ради, покликаний забезпечувати узгодженість дій у вирішенні питань, які впливають на життя молоді та забезпечувати її участь у прийняті рішень, щодо реалізації молодіжної політики в м. Бахмут.
Основні напрямки роботи молодіжної ради:
- підвищення громадської активності молоді та розвиток волонтерського
руху;
- сприяння наукової діяльності, задоволення освітніх потреб;
- розвиток неформальної освіти;
- формування та пропагування здорового способу життя;
- національно-патріотичне виховання;
- формування екологічної культури;
- розвиток творчих та спортивних здібностей молоді.
Керівний склад попередніх скликань
| ПІБ                         | Скликания          | Основні відомості                 | Дата обрання   | Дата звільнення |
| --------------------------- | ------------------ | --------------------------------- | -------------- | --------------- |
| Петросян Аркадій Артурович  | I (2019-2021 рр.)  | ГО "Наша Гідність"                | 26 червня 2019 | 6 жовтня 2021   |
| Портнова Єлизавета Ігорівна | II (2021-2023 рр.) | ГО "Молодіжна Перспектива Бахмут" | 6 жовтня 2021  |                 |